# Туя-Муюн
Массив Туя-Муюн — горный массив на границе Ферганской долины в Средней Азии. Представляет собой широтновытянутый блок нижнекарбоновых известняков шириной до 600 м.

## Описание
Поверхность массива представляет собой слабо наклоненное на север плато со средней абсолютной высотой 1400 метров.
Открытый карст массива развит на площади 250×600 м. Он представлен трещинами расширенными растворением и небольшими нишами. Крупные подземные формы представлены пятью пещерами, а также рядом небольших фрагментов полостей, частично или полностью засыпанными в результате горно-геологических работ Туя-Муюнского радиевого рудника.
Со II века до н. э. китайцы здесь добывали медь.
Впервые обнаружены следующие минералы: туямунит, туранит, алаит. Также присутствуют карнотит, тангенит.
По массиву проходит ущелье Данги.
В массиве Туя-Муюн находятся несколько пещер:
- Пещера Ферсмана — входы заложены или завалены.
- Большая баритовая пещера
- Аджиадар-Ункур (пещера Дракона)
- Чон-Чункур
- Пещера Сюрприз